# Capillaire elektroforese
Capillaire elektroforese (CE) is de naam van een aantal analytisch-chemische scheidingstechnieken, waarbij een te scheiden mengsel onder invloed van een elektrisch veld door een capillair geleid wordt.

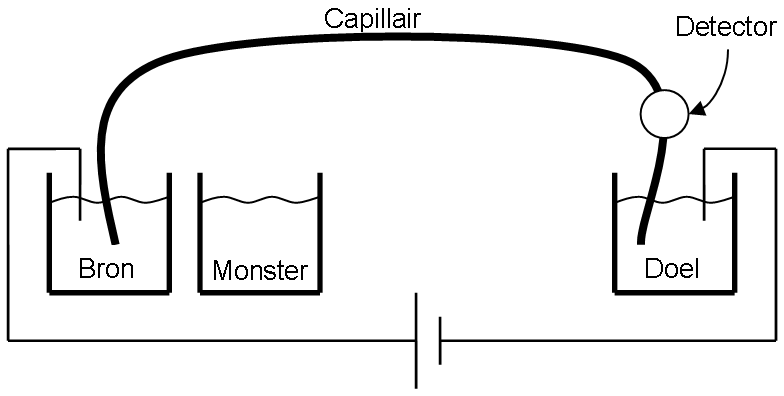
Model van een standaard opstelling voor capillaire elektroforese

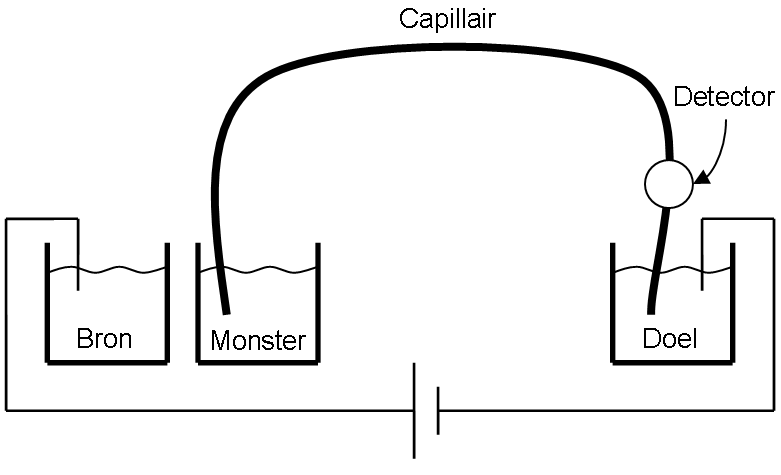
Monstername

De bekendste variant van CE is capillaire zone-elektroforese (CZE): als er over CE wordt gesproken, wordt eigenlijk vaak CZE bedoeld. Andere CE-technieken zijn onder meer capillaire isotachoforese (ITP), capillair iso-elektrisch focusseren (CIEF), capillaire elektrochromatografie (CEC) en micellaire elektrokinetische chromatografie (MEKC). De laatste twee technieken zijn voor een belangrijk deel gebaseerd op chromatografische principes.
Genoemde technieken worden met name gebruikt voor het analyseren van biologische preparaten zoals eiwitmengsels.
Capillaire elektroforese is een alternatief voor gel-elektroforese. Een voordeel van CE is dat het ook in zeer kleine capillairen kan worden uitgevoerd, soms met een diameter van enkele micrometers. Dat maakt het mogelijk om monsters met een volume in de orde van een picoliter te scheiden. CE is al diverse malen gebruikt om de inhoud van een enkele cel te scheiden. Ook wordt CE gebruikt om scheidingen uit te voeren op een microfluidische chip.

## Opstelling
Een standaard capillair-elektroforeseopstelling bestaat uit een capillair waarvan de uiteinden zich in twee vaatjes met bufferoplossing bevinden. 
In het bron- en doelvaatje bevinden zich twee elektroden die aangesloten zijn op een spanningsbron waarmee een zeer groot potentiaalverschil (15 - 50 kV) tussen de twee vaatjes aangelegd wordt. 
Aan het einde van het capillair bevindt zich een detector die een respons geeft als er een component van het te scheiden mengsel passeert.

## Monstername
Door de voorkant van het capillair gedurende een bepaalde tijd in het vaatje met de monsteroplossing te dopen komt er een kleine hoeveelheid monster in het capillair terecht. 
Bij sommige monsters is de capillaire werking voldoende om het monster in het capillair te zuigen, maar meestal wordt het monster met druk het capillair ingetrokken.
Na de monstername wordt het capillair weer in het vaatje met bufferoplossing gedoopt.

## Scheidingsprincipes

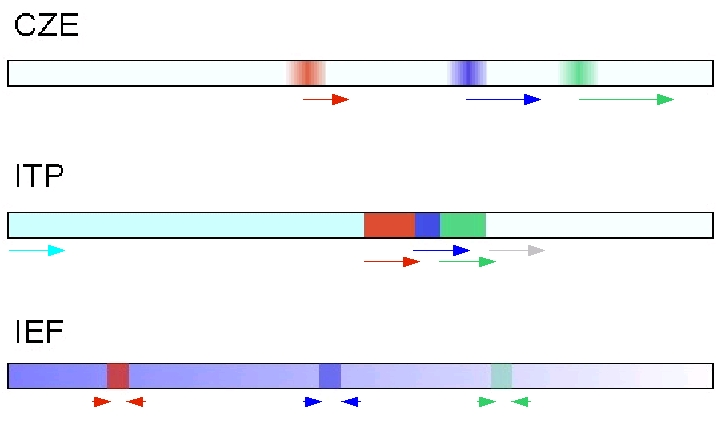
Vergelijking van CZE, ITP en IEF. Rood, groen en blauw: de analyten; de pijltjes geven een indicatie van hun relatieve snelheid. Bij zone-elektrophorese worden de analyten gescheiden op grond van hun elektroforetische mobiliteiten en vindt piekverbreding plaats door diffusie. Bij isotachophorese worden de analyten eveneens gescheiden op grond van hun elektroforetische mobiliteiten, maar blijven ze ingeklemd tussen de LE en TE. Alle zones bewegen even snel. Bij iso-elektrisch focusseren is er een pH-gradiënt. Elk van de analyten wordt gefocust op de locatie waar de pH overeenkomt met hun pI.

Elektroforese ligt ten grondslag aan de scheiding van stoffen bij CE. Een belangrijk begrip is de elektroforetische mobiliteit: de snelheid waarmee een geladen deeltje door een vloeistof kan bewegen onder invloed van een elektrisch veld. Deze hangt af van de lading, de grootte en de vorm van het deeltje, en van de viscositeit van de vloeistof. Het elektrisch veld bepaalt de snelheid waarmee elektroforese plaatsvindt. Een elektrisch veld is een voltageverschil over een bepaalde afstand, en kan bij CE dus ingesteld worden door het voltage te veranderen of de lengte van het capillair te variëren. 
Er zijn verschillende CE-technieken, ieder met een geheel eigen scheidingsprincipe.
Bij capillaire zone-elektroforese (CZE) elektroforeren de geladen deeltjes elk met een eigen snelheid, afhankelijk van hun mobiliteit en het elektrisch veld. De geladen deeltjes worden dus gescheiden op basis van hun elektroforetische mobiliteit. Wanneer de analyten de detector passeren, worden pieken waargenomen, zoals bij een chromatogram.
Bij isotachoforese (ITP) worden de geladen deeltjes ook gescheiden op basis van hun elektroforetische mobiliteit. In tegenstelling tot CE is er bij ITP sprake van een zogenaamd discontinu buffersysteem. Het monster wordt geplaatst tussen twee buffers: de leading electrolyte (LE) en de terminating electrolyte (TE). De LE heeft een grotere en de TE een kleinere mobiliteit dan alle analyten. De analyten blijven daarom tijdens de scheiding ingeklemd tussen de LE en de TE en vormen na de scheiding aangrenzende zones, die gerangschikt zijn op de elektroforetische mobiliteit van de analyten.
Bij iso-elektrisch focusseren (IEF) worden amfolyten (stoffen met zowel positieve als negatieve ladingen) gescheiden op grond van hun iso-elektrisch punt (pI). Dergelijke stoffen zijn bij een bepaalde pH even vaak negatief als positief geladen. Bij IEF wordt een pH-gradiënt aangelegd. Hoe verder een amfolyt van de pH verwijderd is die gelijk is aan zijn pI, hoe groter zijn elektroforetische mobiliteit. Daardoor migreren de amfolyten elk naar de pH die gelijk is aan hun pI. Daar aangekomen, wordt hun elektroforetische mobiliteit gelijk aan 0.
Zowel ITP als IEF zijn technieken waarmee stoffen niet alleen gescheiden, maar ook opgeconcentreerd kunnen worden. Dit is niet het geval bij zone-elektroforese, waar piekverbreding plaatsvindt vanwege diffusie. De scheidingsmechanismen van ITP en IEF compenseren de effecten van diffusie.

## Elektro-osmotische stroming
Een belangrijk verschijnsel bij CE-technieken is de elektro-osmotische stroming (EOF, van electro-osmotic flow). De EOF ontstaat als gevolg van de elektrochemische dubbellaag aan de wand van het capillair. De H+-ionen in deze dubbellaag worden aangetrokken door de kathode, waarbij ze de rest van de vloeistof in het capillair meenemen.
De EOF draagt niet direct bij aan de scheiding, maar is veeleer een transportmechanisme. Elektroforese kan het best beschouwd worden als een mechanisme dat onafhankelijk werkt van de EOF. Zowel elektroforese als de EOF zijn afhankelijk van het elektrisch veld, dat over het capillair wordt aangelegd. Negatief geladen analyten zullen tegen de EOF in bewegen, positief geladen analyten bewegen sneller dan de EOF en neutrale stoffen gaan even snel als de EOF. Een te snelle EOF kan ervoor zorgen dat de scheiding nog onvolledig is als de stoffen de detector passeren. Anderzijds kan een scheiding zonder EOF tijdrovend zijn. Vaak probeert men daarom de EOF in te stellen door het kiezen van een bepaalde pH of ionsterkte van de oplossing, tegen te gaan door de wand van het capillair te coaten met een hydrofobe stof, of te compenseren door middel van een hydrodynamische tegendruk.

## Detectie
De meest gangbare detector bij CE is een uv-detector. Hiermee wordt de absorptie van licht door de verschillende stoffen gemeten, vaak op meerdere golflengtes tegelijk.
Een variant hierop is LIF-detectie (waarbij LIF staat voor lasergeïnduceerde fluorescentie). Hierbij worden fluorescente moleculen door een laser aangeslagen en het uitgezonden licht wordt met een fotomultiplicator (PMT, van photo multiplier tube) gemeten. Met LIF kan een veel grotere gevoeligheid verkregen worden dan met uv-detectie, maar het is beperkt tot (gelabelde) fluorescente stoffen.
Elektrochemische detectie is een ander alternatief, waarbij een elektrode in het capillair geplaatst wordt. Aan deze elektrode vinden elektrochemische omzettingen plaats, waardoor het potentiaal over de elektrode veranderd. Deze potentiaalveranderingen kunnen op zeer gevoelige wijze gemeten worden.
Ten slotte is massaspectrometrie een belangrijke detectiemethode bij CE. Doorgaans wordt elektrospray hierbij als ionisatiemethode gebruikt. Een praktisch probleem hierbij is, dat er twee gekoppelde elektrische circuits moeten worden ingesteld: een voor de CE en een voor de elektrospray. Een alternatief is 'offline' fractiecollectie na een CE scheiding, waarna de fracties met behulp van MALDI worden geanalyseerd. Met massaspectrometrie kan chemische informatie over de analyten rijkelijk verkregen worden, het is bijvoorbeeld mogelijk om stoffen te identificeren.